# Орден Вахтанга Горгасалі
Орден Вахтанга Горгасалі — державна нагорода Грузії, заснована рішенням Парламенту Грузії 24 грудня 1992 як військова нагорода. Орденом нагороджуються військовослужбовці армії та поліції Республіки Грузія, що проявили хоробрість та героїзм в боротьбі за захист Батьківщини та її територіальної цілісності, за вміле керівництво, здійснення заходів з оборони, розробки та проведення військової операції. Орденом також можуть бути нагороджені іноземні громадяни, які проявили хоробрість та самопожертву в боротьбі за незалежність та територіальну цілісність Грузії.
Серед перших нагороджених — громадяни України, бійці УНА-УНСО зі складу експедиційного корпусу «Арго», які воювали в Абхазії на стороні Грузії.

## Положення про нагороду
Орденом Вахтанга Горгасалі нагороджуються військовослужбовці, які проявили хоробрість та героїзм в боротьбі за захист Батьківщини й її територіальної цілісності, за вміле керівництво, здійснення заходів з оборони, розробки та проведення військової операції. 

Орден має три ступені. Найвищим є 1-й ступінь. Нагородження Орденом Вахтанга Горгасалі відбувається послідовно, починаючи з 3-го ступеня.
3-м ступенем ордена Вахтанга Горгасалі нагороджуються особи, що показали найбільшу боєготовність при виконанні поставленого завдання,
2-м ступенем ордена Вахтанга Горгасалі нагороджуються військовослужбовці армії та поліції, за успішне виконання бойових наказів,
1-м ступенем ордена Вахтанга Горгасалі нагороджуються особи за видатний внесок на благо Батьківщини та Нації, стійкість та самопожертву.
Нагородженим орденом Вахтанга Горгасалі вручається грошова премія в такому розмірі: 
1-й ступінь ордена Вахтанга Горгасалі — 100 мінімальних зарплат,
2-й ступінь ордена Вахтанга Горгасалі — 50 мінімальних зарплат,
3-й ступінь ордена Вахтанга Горгасалі — 30 мінімальних зарплат.
Особи, нагороджені орденами Вахтанга Горгасалі, користуються такими перевагами: 
а) відповідно до чинного законодавства можуть безкоштовно користуватися громадським транспортом,
б) відповідно до чинного законодавства можуть бути безкоштовно застраховані.
В обох випадках уряд покриває всі витрати. \
 

Нагородження Орденом Вахтанга Горгасалі може проводитися посмертно.